# Jean-Pierre Kutwa
Jean-Pierre Kutwa (Blockhauss, 22. prosinca 1945.) bjelokošćanski je katolički prelat koji je služio kao nadbiskup Abidjana od 2006. do 2024. godine.
Papa Franjo je 12. siječnja 2014. objavio da će Kutwa imenovati kardinalom na papinskom konzistoriju zakazanom za 22. veljače 2014. godine.